# Сен-Рене Таяндьє
Сен-Рене Таяндьє (фр. Saint-René Taillandier; 16 грудня 1817, Парижі — 22 лютого 1879, там само) — французький філолог-романіст, компаративіст, літературознавець та історик. Член Французької академії.

## Біографія
Рене Гаспард Ернест Таяндьє, син поета Рене Таяндьє (1786—1867), навчався зокрема в Гейдельберзі та Мюнхені. З 1841 року викладав у Страсбурзькому університеті. 1843 року вн захистив габілітаційну дисертацію в Парижі. Після габілітації з 1846 до 1863 року одержав посаду професора в університеті Монпельє. Потім був запрошений до Сорбонни, де з 1868 року працював на кафедрі риторики. 1870 року був державним секретарем Міністерства освіти. З листопада 1872 р. Йому було офіційно дозволено прийняти ім'я Сен-Рене Таяндьє. 1874 року Таяндьє був обраний членом Французької академії.
З 1846 року Таяндьє регулярно публікується у відомому часописі « Revue des Deux Mondes» та публікує чимало книг на теми своїх наукових зацікавлень. Окрім французької літератури, він особливо цікавився європейською літературою та європейською історією. Він підтримав нову провансальську літературу, що почала формуватися з 1852 року, а також рух Фелібрів.

## Твори
- Béatrice. Poème, Paris 1840
- Histoire de la jeune Allemagne. Études littéraires, Paris 1848
- Études sur la révolution en Allemagne, 2 томи, Paris 1853
- Allemagne et Russie. Etudes historiques et littéraires, Paris 1856
- Histoire et philosophie religieuse. Études et fragments, Paris 1859
- Littérature étrangère. Écrivains et poètes modernes, Paris 1861
- La Comtesse d'Albany, Paris 1862
- (Ред.) Correspondance entre Goethe et Schiller, 2 томи, Paris 1863
- Maurice de Saxe, Paris 1865, 1870
- Tchèques et Magyars. Bohême et Hongrie. XVe siècle–XIXe siècle, Paris 1869
- Drames et romans de la vie littéraire. La comtesse d'Ahlefeldt, Henri et Charlotte Stieglitz, Henri de Kleist, Paris 1871
- La Serbie. Kara-George et Milosch, Paris 1872 (сербською мовою 1999)
- Le Général Philippe de Ségur. Sa vie et son temps, Paris 1875
- Dix ans de l'histoire d'Allemagne. Origines du nouvel empire d'après la correspondance de Frédéric-Guillaume IV et du baron de Bunsen (1847—1857), Paris 1875
- Les Destinées de la nouvelle poésie provençale, in: Revue des Deux mondes 1. Dezember 1876; Paris 1881
- Les Renégats de 89. Souvenirs du cours d'éloquence française à la Sorbonne, Paris 1877
- Le Roi Léopold et la Reine Victoria. Récits d'histoire contemporaine, 2 томи, Paris 1878
- Études littéraires. Un poète comique du temps de Molière (Boursault. Sa vie et ses œuvres). La Renaissance de la poésie provençale, Paris 1881
- (перекладач) Heinrich Heine, Allemagne. Un conte d'hiver / Deutschland. Ein Wintermärchen, Villers-Cotterêts 2013 (двомовне видання)